# Шейді-Пойнт (Оклахома)
Шейді-Пойнт (англ. Shady Point) — місто (англ. town) в США, в окрузі Лефлор штату Оклахома. Населення — 972 особи (2020).

## Географія
Шейді-Пойнт розташоване за координатами 35°7′40″ пн. ш. 94°40′7″ зх. д. / 35.12778° пн. ш. 94.66861° зх. д. (35.127733, -94.668675).  За даними Бюро перепису населення США в 2010 році місто мало площу 6,65 км², уся площа — суходіл.

## Демографія
Згідно з переписом 2010 року, у місті мешкало 1026 осіб у 381 домогосподарстві у складі 291 родини. Густота населення становила 154 особи/км².  Було 416 помешкань (63/км²).
Расовий склад населення:
| - 83,2 % — білих - 7,8 % — корінних американців - 1,0 % — чорних або афроамериканців - 0,8 % — азіатів - 1,3 % — осіб інших рас |

До двох чи більше рас належало 5,9 %. Частка іспаномовних становила 5,7 % від усіх жителів.
За віковим діапазоном населення розподілялося таким чином: 24,8 % — особи молодші 18 років, 57,7 % — особи у віці 18—64 років, 17,5 % — особи у віці 65 років та старші. Медіана віку мешканця становила 37,4 року. На 100 осіб жіночої статі у місті припадало 98,1 чоловіків;  на 100 жінок у віці від 18 років та старших — 92,5 чоловіків також старших 18 років.
Середній дохід на одне домашнє господарство  становив 48 145 доларів США (медіана — 41 154), а середній дохід на одну сім'ю — 52 568 доларів (медіана — 49 500). Медіана доходів становила 40 341 долар для чоловіків та 29 432 долари для жінок. За межею бідності перебувало 21,2 % осіб, у тому числі 18,1 % дітей у віці до 18 років та 16,4 % осіб у віці 65 років та старших.
Цивільне працевлаштоване населення становило 421 осіб. Основні галузі зайнятості: освіта, охорона здоров'я та соціальна допомога — 27,1 %, роздрібна торгівля — 18,8 %, виробництво — 9,5 %, сільське господарство, лісництво, риболовля — 9,3 %.